# Robert Monell
Robert Monell (* 25. April 1787 in Claverack, New York; † 29. November 1860 in Greene, New York) war ein US-amerikanischer Jurist und Politiker. Er vertrat zwischen 1819 und 1821 sowie zwischen 1829 und 1831 den Bundesstaat New York im US-Repräsentantenhaus.

## Werdegang
Robert Monell wurde ungefähr zwei Jahre nach dem Ende des Unabhängigkeitskrieges in Claverack im Columbia County geboren. Er verfolgte klassische Altertumswissenschaften. Dann studierte er Jura. Seine Zulassung als Anwalt erhielt er 1809 und begann dann in Binghamton zu praktizieren. 1811 zog er nach Greene im Chenango County, wo er weiter als Anwalt tätig war. Er saß in den Jahren 1814 und 1815 in der New York State Assembly.
Als Gegner einer zu starken Zentralregierung schloss er sich in jener Zeit der von Thomas Jefferson gegründeten Demokratisch-Republikanischen Partei an. Bei den Kongresswahlen des Jahres 1818 für den 16. Kongress wurde er im 15. Wahlbezirk von New York in das US-Repräsentantenhaus in Washington, D.C. gewählt, wo er am 4. März 1819 die Nachfolge von Isaac Williams junior und John R. Drake antrat, welche zuvor zusammen den Distrikt im US-Repräsentantenhaus vertreten hatten. Er schied nach dem 3. März 1821 aus dem Kongress aus.
Monell saß in den Jahren 1825, 1826 und 1828 wieder in der New York State Assembly. Er war 1827 Bezirksstaatsanwalt im Chenango County.
In der folgenden Zeit schloss er sich der Jacksonian-Fraktion an. Bei den Kongresswahlen des Jahres 1828 für den 21. Kongress kandidierte er im 21. Wahlbezirk von New York für das US-Repräsentantenhaus, wo er nach dem 4. März 1829 die Nachfolge von John C. Clark antrat. Er trat vor dem Ende seiner Amtszeit am 3. Februar 1831 von seinem Sitz zurück.
Zwischen 1831 und 1845 war er Bezirksrichter im sechsten Gerichtsbezirk. Er arbeitete dann 1846 als clerk am New York Supreme Court. Danach ging er wieder seiner Tätigkeit als Anwalt nach. Am 29. November 1860 verstarb er in Greene und wurde dann auf dem Hornby Cemetery beigesetzt. Ungefähr fünf Monate später brach der Bürgerkrieg aus.